# 82896 Vaubaillon
82896 Vaubaillon este un asteroid din centura principală de asteroizi.

## Descriere
82896 Vaubaillon este un asteroid din centura principală de asteroizi. A fost descoperit pe 22 august 2001 au Pic du Midi la Observatoire du Pic du Midi. Asteroidul prezintă o orbită caracterizată de o semiaxă mare de 2,76 ua, o excentricitate de 0,02 și o înclinație de 1,3° în raport cu ecliptica.